# Gerrit Braks

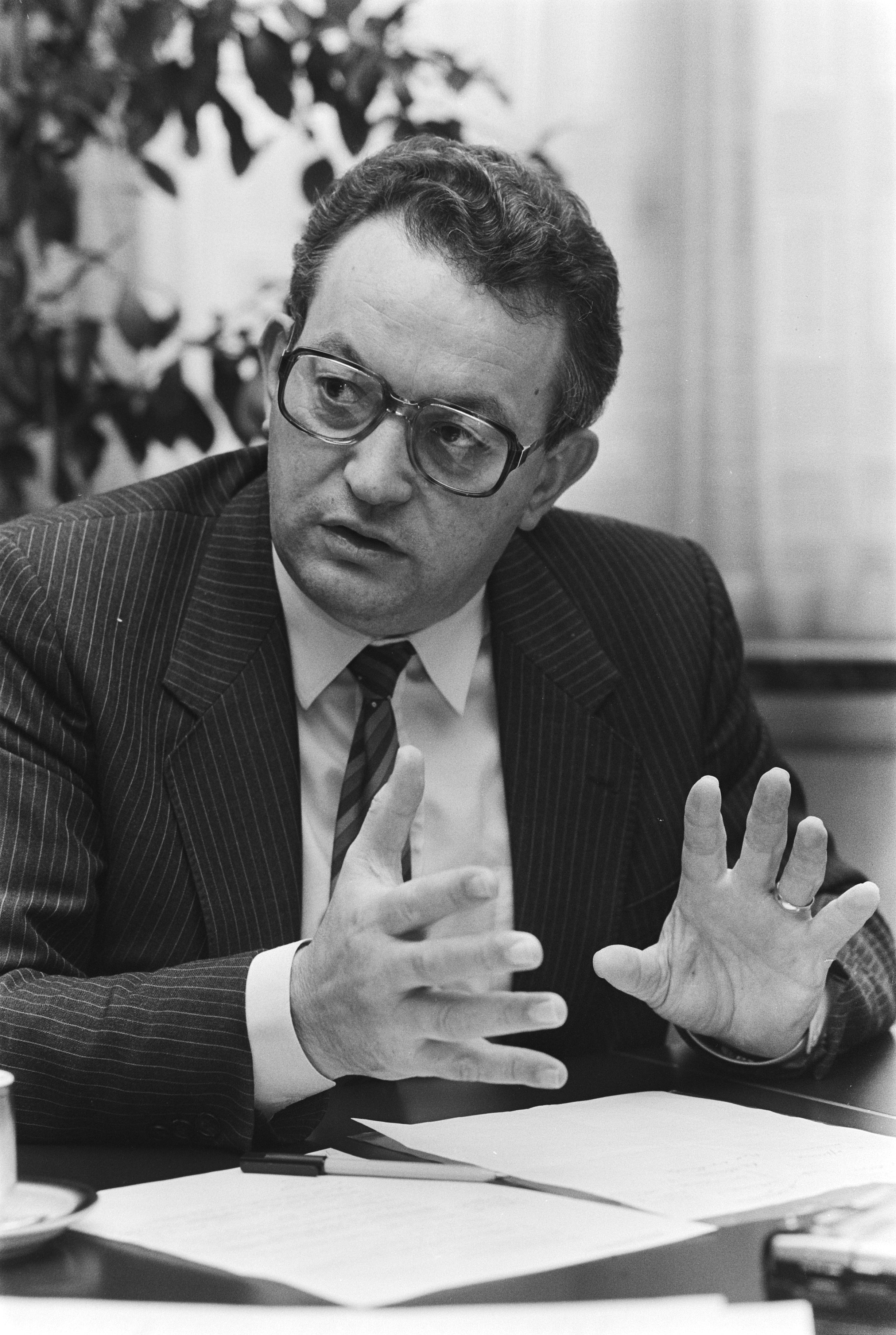
Gerrit Braks (1984)

Gerardus Johannes Maria „Gerrit“ Braks (* 23. Mai 1933 in Odiliapeel, Provinz Noord-Brabant; † 12. Juli 2017 in ’s-Hertogenbosch, Provinz Noord-Brabant) war ein niederländischer Politiker der Katholieke Volkspartij (KVP) sowie danach des Christen-Democratisch Appèl (CDA), der unter anderem Mitglied der Zweiten Kammer der Generalstaaten sowie zwischen 1980 und 1981 Minister für Landwirtschaft und Fischerei im Kabinett Van Agt I war und sich während dieser Zeit mit Themen wie dem Mistproblem, der Einkommenssituation der Landwirte, dem Tierschutz und dem sogenannten „Fischbetrug“ auseinandersetzen musste. Im Kabinett Lubbers I sowie im Kabinett Lubbers II war er zwischen 1982 und 1989 erneut Minister für Landwirtschaft und Fischerei	sowie zusätzlich zwischen September und November 1989 nach dem Rücktritt von Wim Deetman auch Minister für Bildung und Wissenschaft. Im Kabinett Lubbers III übernahm er im November 1989 das Amt des Ministers für Landwirtschaft, Natur und Fischerei, trat von diesem Amt aber im September 1990 wegen Differenzen mit dem damaligen Koalitionspartner Partij van de Arbeid (PvdA) zurück. Anschließend war er noch Vorsitzender der öffentlich-rechtlichen Rundfunkgesellschaft Katholieke Radio Omroep (KRO) sowie in der Ersten Kammer der Generalstaaten Mitglied, Vorsitzender der CDA-Fraktion sowie zuletzt Präsident dieser Kammer der Generalstaaten. Zuletzt fungierte er noch zwischen 2007 und 2008 als kommissarischer Bürgermeister von Eindhoven.

## Leben

### Mitglied der Zweiten Kammer und Minister
Gerardus Johannes Maria „Gerrit“ Braks, drittes von zehn Kindern eines katholischen Kleinbauern aus der Provinz Noord-Brabant, absolvierte nach der Erweiterten Grundschulbildung MULO (Meer uitgebreid lager onderwijs) sowie der Höheren Bürgerschule HBS (Hogereburgerschool) in Abendform ein Studium an der Landwirtschaftlichen Hochschule Wageningen (Landbouw Hogeschool Wageningen) und war als Mitarbeiter des Ministeriums für Landwirtschaft und Fischerei sowie der Generaldirektion Landwirtschaft und ländliche Entwicklung der EG-Kommission tätig. 
Am 8. Juni 1977 wurde er für die Katholieke Volkspartij (KVP) Mitglied der Zweiten Kammer der Generalstaaten (Tweede Kamer der Staten-Generaal), der er bis zum 6. März 1980 angehörte. Am 5. März 1980 wurde er zum Minister für Landwirtschaft und Fischerei (Minister van Landbouw en Visserij) in das Kabinett Van Agt I berufen und bekleidete dieses Ministeramt bis zum 11. September 1981. Während dieser Zeit musste er sich mit Themen wie dem Mistproblem, der Einkommenssituation der Landwirte, dem Tierschutz und dem sogenannten „Fischbetrug“ auseinandersetzen. Nach seinem Ausscheiden aus der Regierung war er zwischen dem 10. Juni und 9. September 1981 sowie abermals vom 15. September 1981 bis zum 4. November 1982 für den Christen-Democratisch Appèl (CDA) erneut Mitglied der Zweiten Kammer der Generalstaaten und in dieser Zeit auch Sprecher der CDA-Fraktion für Landwirtschaft und Europaangelegenheiten in der Zweiten Kammer.
Am 4. November 1982 übernahm Braks im Kabinett Lubbers I wieder das Amt des Ministers für Landwirtschaft und Fischerei und hatte dieses zwischen dem 14. Juli 1986 und dem 7. November 1989 auch im darauf folgenden Kabinett Lubbers III inne. Während dieser Amtszeit setzte er sich in der Europäischen Gemeinschaft (EG) 1984 für die Einführung der Milchquote ein, die jedoch von den Milchbauern kritisiert wurde. Zwischenzeitlich war er nach der Parlamentswahl bis zur Bildung der Regierung vom 3. Juni bis 14. Juli 1986 sowie zwischen dem 14. September und dem 6. November 1989 wieder Mitglied der Zweiten Kammer der Generalstaaten. Nach dem Rücktritt von Wim Deetman, der zum Präsidenten der Zweiten Kammer gewählt worden war, fungierte er vom 15. September bis zum 7. November 1989 zusätzlich auch als Minister für Bildung und Wissenschaft (Minister van Onderwijs en Wetenschappen) im Kabinett Lubbers II.
Im Kabinett Lubbers III wurde Gerrit Braks am 7. November 1989 zum Minister für Landwirtschaft, Naturbewahrung und Fischerei (Minister van Landbouw, Natuurbeheer en Visserij) berufen. Er trat von diesem Amt aber am 18. September 1990 wegen Differenzen mit dem damaligen Koalitionspartner Partij van de Arbeid (PvdA) zurück, woraufhin zunächst der Minister für Soziales und Arbeit, Bert de Vries dieses Amt kommissarisch übernahm, ehe Piet Bukman am 28. September 1990 sein Nachfolger wurde.

### Vorsitzender der KRO, Mitglied und Präsident der Ersten Kammer
Am 11. März 1991 wurde Braks Vorsitzender der öffentlich-rechtlichen Rundfunkgesellschaft Katholieke Radio Omroep (KRO) und bekleidete dieses Amt fünf Jahre lang bis zum 1. April 1996. Zugleich wurde er am 11. Juni 1991 für den Christen-Democratisch Appèl auch der Ersten Kammer der Generalstaaten (Eerste Kamer der Staten-Generaal) und gehörte dieser Kammer der Generalstaaten zwölf Jahre lang bis zum 10. Juni 2003 an. Während dieser Zeit war er Sprecher der CDA-Fraktion für Landwirtschaft und Außenpolitik sowie anfangs auch für Bildung.
Nachdem Gerrit Braks zwischen dem 8. Juni 1999 und dem 2. Oktober 2001 Vorsitzender der CDA-Fraktion der Ersten Kammer war, wurde er am 2. Oktober 2001 als Nachfolger von Frits Korthals Altes Präsident der Ersten Kammer (Voorzitter Eerste Kamer der Staten-Generaal) und übte dieses Amt bis zum 10. Juni 2003 aus, woraufhin Yvonne Timmerman-Buck seine Nachfolge antrat. In dieser Funktion war er vom 2. Oktober 2001 bis zum 10. Juni 2003 in Personalunion zugleich sowohl Vorsitzender des Ältestenrates (College van Senioren) als auch des Haushaltsausschusses (Huishoudelijke Commissie) der Ersten Kammer. Zuletzt war er zwischen dem 1. September 2007 und dem 7. April 2008 kommissarischer Bürgermeister von Eindhoven.
Für seine langjährigen Verdienste wurde Braks mehrfach geehrt und war unter anderem Kommandeur des Ordens vom Niederländischen Löwen. Er erhielt zudem das Ritterkreuz des Ordens vom Niederländischen Löwen und des Ordens von Oranien-Nassau sowie 1993 den Ehrentaler der Landwirtschaftlichen Universität Wageningen und er wurde zum Commandeur des Ordre du Mérite agricole ernannt. Er war darüber hinaus Ehrenbürger der Provinz Noord-Brabant.